# Carolina B. García-Estévez
Carolina B. García-Estévez (Barcelona, 1980) es una arquitecta española, historiadora de arte y arquitectura y profesora Serra Húnter en la Escuela Técnica Superior de Arquitectura de Barcelona, ETSAB – UPC BarcelonaTech.

## Biografía
Nacida en Barcelona, García-Estévez es doctora en Teoría e Historia de la Arquitectura por la Universidad Politécnica de Catalunya con la tesis titulada Opus Angelicum. El imaginario arquitectónico de la Elegías de Duino, 1912-1922  Premio extraordinario UPC 2014.
Profesora Serra Húnter de Teoría e Historia de la Arquitectura, su labor docente comprende las estancias de visiting scholar en la Ruprecht-Karls-Universität Heidelberg en 2014, la Accademia Nazionale di San Luca de Roma en 2016, y el Kunsthistorisches Institut in Florenz, Max-Planck-Institut en 2023 y 2024, así como visiting lecturer en el Abroad Programme de la University of Illinois at Urbana-Champaign hasta el año 2018. Ha sido ponente de los principales foros nacionales e internacionales en torno a la historia de la arquitectura, como la Fundació Mies van der Rohe, el Instituto de Patrimonio Cultural de España, la Real Academia de Bellas Artes de Sant Jordi, el Kingston School of Arts de Londres, o el Museo Nacional del Prado.
Sus ámbitos de investigación se centran en la historia de la arquitectura moderna, sus correspondencias con el arte y la literatura, y en especial la obra de Rainer Maria Rilke, así como la circulación y recepción de imágenes y objetos de la arquitectura monumental española entendida como una red de intercambios durante los procesos de internacionalización en los mass media: la creación de archivos, sus soportes expositivos, el valor del tiempo, la autenticidad y la copia o su invención desde el relato de los viajeros ilustrados hasta nuestros días.
Investigadora y comisaria en exposiciones para la Fundació Joan Miró (2005), el Museo Nacional Centro de Arte Reina Sofía en Madrid (2008), la Fundación Enric Miralles en Barcelona (2016), el Museo ICO en Madrid (2019), el Museo Picasso de Barcelona (2020), y el Musée d'Orsay de París (2022), sus trabajos han sido publicados en numerosos catálogos especializados en el arte, la arquitectura y la literatura de los siglos XIX y XX, como Sert, 1928-1979. Medio siglo de Arquitectura o A.C. La revista GATEPAC 1931-1937.
En el año 2017, editó la primera monografía del profesor, arquitecto y premio Pritzker Rafael Moneo sobre su etapa como catedrático de Elementos de Composición de la Escuela Técnica Superior de Arquitectura. El libro, Una manera de enseñar arquitectura. Lecciones desde Barcelona, 1971-1976, fue seleccionado para el Cornish Family Prize for Art and Design Publishing en la National Gallery de Victoria de Melbourne.

## Libros recientes (autora y editora)
- Las ciudades de Rilke (Publicaciones de la Residencia de Estudiantes, 2022)
- Enric Miralles. Archigraphias, 1983-2000 (Abada editores, 2020)
- Bauhaus In and Out. Perspectives from Spain (AhAU, 2019)
- Destino Barcelona, 1911-1991. Arquitectos, viajes, intercambios (Fundación Arquia, 2018)
- Rafael Moneo, Una manera de enseñar arquitectura. Lecciones desde Barcelona, 1971-1976 (IDP, 2017)
- Barcelona recta y curva (MUHBA, 2017)
- Historia del Arte y Arquitectura Moderna, 1851-1933 (IDP, 2015)
- Las Catedrales de Francia (Abada editores, 2014)
- Enric Miralles, 1972-2000 (Fundación Arquia, 2011)
- Casa Bloc (Mudito & Co., 2011)